# 雅各布·萨努
雅各布·萨努（英語：Yaqub Sanu；1839年4月15日—1912年3月4日）是埃及的犹太裔记者、剧作家，通晓法语、英语、土耳其语、波斯语、希伯来语、意大利语、阿拉伯语多种语言。雅各布·萨努对19世纪阿拉伯戏剧在埃及的发展做出了一定贡献。